# Beatrix Burgundská (1257–1310)
Beatrix Burgundská (1257 – 1. října 1310, Murat) byla dědička bourbonského panství a hraběnka ze Charolais

## Životopis
Narodila se jako jediná dcera Jana Burgundského a Anežky, dcery Archambauda Bourbonského. Roku 1272 se jako dědička bourbonského panství stala manželkou Roberta, nejmladšího syna francouzského krále Ludvíka IX.
Robert se roku 1279 zúčastnil turnaje, kde utrpěl zranění hlavy a od té doby trpěl duševní chorobou, která se v rodině objevila i v následujících generacích. Beatrix zemřela roku 1310 a byla pohřbena v minoritském klášteře Champaigue u Souvigny.